# Der Rest ist Schweigen (Film)
Der Rest ist Schweigen ist ein deutscher Spielfilm aus dem Jahr 1959. Der Titel ist angelehnt an die letzten Worte des Protagonisten in William Shakespeares Hamlet – „The rest is silence“.

## Handlung
1959 im Ruhrgebiet. John H. Claudius ist der Erbe der Claudius-Stahlhütte und lebte viele Jahre in den USA. Während der letzten Kriegstage ist sein Vater bei einem Bombenangriff ums Leben gekommen. John bezweifelt jedoch die Todesgeschichte, er glaubt, dass sein Vater ermordet wurde. Als er ins Ruhrgebiet zurückkehrt, ist seine Mutter Gertrud mit seinem Onkel Paul verheiratet. Das Verhältnis zwischen John und seinem Stiefvater ist von gegenseitigem Misstrauen geprägt. Als Johns Freunde Mike R. Krantz und Stanley Goulden mit ihrem Ballettensemble in die Stadt kommen, möchte er mit deren Hilfe beweisen, dass Onkel Paul der Mörder seines Vaters ist. Sie führen ein Ballett auf, in dem sie den Mord an Johns Vater inszenieren. Doch John hat keine Beweise für den Mord und wird von Paul und Gertrud für verrückt erklärt. Dr. von Pohl stellt ein entsprechendes Gutachten aus, mit dem John in eine geschlossene Anstalt gebracht werden soll. Doch John durchschaut die Intrige.
Am Ende wird Paul von Gertrud erschossen.

## Produktionsnotizen
Der Film wurde ab 7. Januar 1959 im Real-Film-Studio Hamburg-Wandsbek produziert. Die Außenaufnahmen entstanden in Düsseldorf-Lohausen, Oberhausen
und London. Die Uraufführung erfolgte am 8. Juli 1959 im Gloria-Palast Berlin.

## Auszeichnungen
Kameramann Igor Oberberg erhielt den Preis der deutschen Filmkritik 1960.

## Kritiken
Karl Korn deutete den Film in der FAZ als „Tragödie der Emigration“, während Georg Ramseger in der Welt Käutners Inszenierung für wenig bedeutend hielt. Claudius Seidl befand rückblickend, Käutner habe zwar mehr als üblich riskiert, der Film sei aber schließlich daran gescheitert, dass dem Regisseur „die Entscheidung schwerfiel, ob er nun einen Thriller, ein Salon- oder Boulevardstück oder angestrengte Vergangenheitsbewältigung produzieren wollte.“
Auch das Lexikon des internationalen Films äußerte sich zurückhaltend. Der Film wirke in seinen sozialkritischen Aspekten wenig plausibel und erschöpfe sich in kunstgewerblichen Bemühungen.

## Auszeichnungen
Die Deutsche Film- und Medienbewertung FBW in Wiesbaden verlieh dem Film das Prädikat wertvoll.
Der Film nahm 1959 am Wettbewerb der Berlinale teil, ging bei der Preisvergabe jedoch leer aus.